# Tanaecia aquamarina
Tanaecia aquamarina är en fjärilsart som beskrevs av Hans Fruhstorfer 1913. Tanaecia aquamarina ingår i släktet Tanaecia och familjen praktfjärilar. Inga underarter finns listade i Catalogue of Life.